# 372e régiment d'artillerie
Pour les articles homonymes, voir 372e régiment.
Le 372e régiment d'artillerie lourde sur voie ferrée (372e RALVF) est une ancienne unité de l'Armée de terre française. Créé en 1924, il est alors un des deux puis l'unique unité regroupant l'artillerie lourde sur voie ferrée (ALVF) française. Il combat au début de la Seconde Guerre mondiale et est dissout après la Bataille de France.

## Création et différentes dénominations
- 1er janvier 1924 : création
- 1929 : dissous
- 26 septembre 1939 : recréation
- 22 juin 1940 : dissous

## Chefs de corps
- 1940 : colonel Blazy[1]
- 1940 : chef d'escadron de Courrèges d'Ustou[1]

## Historique

### Entre-deux-guerres
Lors de réorganisation des corps d'artillerie français effective le 1er janvier 1924, le 152e régiment d'artillerie à pied (ou 152e régiment d'artillerie lourde sur voie ferrée) est dissout et forme les 371e et 372e RALVF. Ces deux régiments, le premier stationné à Bayonne et Saint-Pierre-Quiberon et le second à Châlons-sur-Marne, au Camp de Mailly et à Saint-Eulien, regroupent tous les canons sur voie ferrée français.
En 1929, le 371e RALVF est dissous. La plupart du matériel est stocké à Neuvy-Pailloux. Devenu l'unique régiment d'ALVF, le 372e RALVF forme notamment les officiers de réserve destinés à rejoindre les unités qui seront mises sur pied en cas de mobilisation.

### Seconde Guerre mondiale

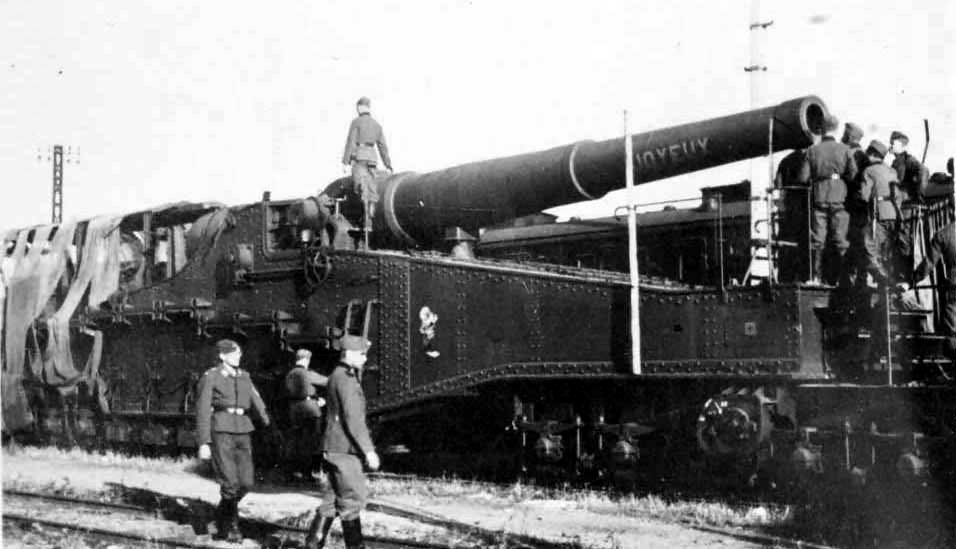
Canon de 320 modèle 1917 à glissement, baptisé Joyeux, de la 4e batterie du, capturé en Lorraine par les Allemands en juin 1940.

À la mobilisation de 1939, le 372e RALVF donne naissance à un régiment de servitude, le 370e RALVF et quatre de combat, les 371e, 372e, 373e et 374e RALVF.
Après la fin de sa mobilisation le 26 septembre 1939, le régiment est organisé ainsi :
- Ier groupe : 1re batterie avec deux canons de 340 modèle 1912 à glissement (en)[4] et 2e batterie avec deux canons de 340 modèle 1912 à berceau (en),
- IIe groupe : 4e batterie avec quatre canons de 320 modèle 1917 à glissement (en), 5e batterie avec trois canons de 305 modèle 1906 à glissement (en) et 6e batterie avec deux canons de 340 modèle 1893 à glissement (en)[4],
- IIIe groupe : 7e et 8e batteries avec chacune deux 340 modèle 1912 à berceau et 9e batterie avec un 340 modèle 1912 à berceau,
- IVe groupe : 10e et 11e batteries avec chacune quatre canons de 274 modèle 1917 à glissement (en)[4],
- Ve groupe (devient le IIe groupe du 371e RALVF[6]) : 13e et 14e batteries avec chacune deux obusiers de 400 modèle 1915,
- VIe groupe (devient le IIIe groupe du 371e RALVF[6]) : 16e, 17e et 18e batteries avec chacune deux obusiers de 400 modèle 1915,
- 111e batterie d'instruction.

Les quatre groupes, sauf la 7e batterie mise à disposition de l'armée des Alpes, sont positionnées en Moselle à disposition des 3e et 4e armées.
Les modernes 274 restent en réserve. Par contre, les canons de 305 et 320 à glissement effectuent des tirs en mai-juin 1940 en direction de la Belgique, du Luxembourg, de Völklingen en Allemagne ou encore de la région de Sedan. Ils visent par exemple des ponts de bateaux sur la Meuse, des terrains d'aviation ou encore contrebattent des pièces d'artillerie sur voie ferrée allemandes.
Le régiment se rassemble à Pagny-sur-Moselle le 12 juin pour tenter d'échapper vers le sud à l'encerclement. Un seul train parvient à Bayonne, les autres sont saisis par les Allemands.
La 7e batterie, initialement stationnée au Pont-de-Claix, se sépare : une section (une pièce) part dans les Alpes-Maritimes et l'autre se met en batterie près de Modane. Elle effectue plusieurs tirs sur la gare italienne de Suse.
Après l'arrêt des combats le 25 juin, toutes les pièces d'ALVF restées françaises sont livrées aux Allemands en vertu des conditions de l'Armistice. Le régiment est dissout en juillet 1940.

## Étendard

Dessin du revers du drapeau du d'artillerie.

Il porte, cousues en lettres d'or dans ses plis, les inscriptions suivantes :
- Verdun 1916
- L'Aisne 1918

## Insigne
L'insigne du régiment présente une roue de locomotive, chargée des armes de la ville de Châlons-sur-Marne et d'un canon sur affût ferroviaire. La devise du régiment, et decus et robur (« Non seulement l’honneur, mais aussi la force »), est placée sur le haut de la roue.

## Personnalités ayant servi au372eRALVF
- Anatole Abragam, mobilisé au 372e RALVF en 1939[9]